# Distretto di Muradiye
Il distretto di Muradiye (in turco Muradiye ilçesi) è uno dei distretti della provincia di Van, in Turchia.